# Europameisterschaften im Eisstockweitschießen 1987
Die 6. Europameisterschaften im Eisstockweitschießen wurden 1987 in der oberbayerischen Stadt Tittmoning im Landkreis Traunstein ausgetragen. Ort der Veranstaltung war der Leitgeringer See.

## Männer

### Einzelwettbewerb
| Platz | Sportler         | Land |
| ----- | ---------------- | ---- |
| 1     | Peter Linke      | FRG  |
| 2     | Wilhelm Huszarek | AUT  |
| 3     | Josef Leitner    | AUT  |

### Mannschaftswettbewerb
| Platz | Land           |
| ----- | -------------- |
| 1     | BR Deutschland |
| 2     | Österreich     |
| 3     | Italien        |

## Junioren U 18

### Einzelwettbewerb
| Platz | Sportler        | Land |
| ----- | --------------- | ---- |
| 1     | Manfred Linke   | FRG  |
| 2     | Franz Hutterer  | FRG  |
| 3     | Jürgen Pröbstle | FRG  |

### Mannschaftswettbewerb
| Platz | Land           |
| ----- | -------------- |
| 1     | BR Deutschland |
| 2     | Österreich     |
| 3     | Italien        |

## Junioren U 24

### Einzelwettbewerb
| Platz | Sportler      | Land |
| ----- | ------------- | ---- |
| 1     | Klaus Wallner | FRG  |
| 2     | Johann Gruber | AUT  |
| 3     | Peter Linke   | FRG  |

### Mannschaftswettbewerb
| Platz | Land           |
| ----- | -------------- |
| 1     | BR Deutschland |
| 2     | Österreich     |
| 3     | Italien        |